# Kleinruppin forever
Der Film Kleinruppin forever ist eine deutsche Ost-West-Komödie aus dem Jahr 2004. Er spielt im Jahr 1985, Regie führte Carsten Fiebeler, die Hauptrollen spielen Tobias Schenke und Anna Brüggemann.

## Handlung
Der Film erzählt die Geschichte der 19-jährigen Zwillinge Tim Winter und Ronnie Panzer, die nach dem Unfalltod ihrer Eltern 1967 noch im Säuglingsalter getrennt und adoptiert wurden. Während Tims Adoptivfamilie in den Westen flüchtet und in Bremen erfolgreich wird, bleibt Ronnie in der DDR, in dem (fiktiven) Ort Kleinruppin.
Jahre später ist Tim ein angehender Tennisprofi und lebt im Wohlstand als Sohn einer wohlsituierten Architektenfamilie.
Ronnie hingegen wächst bei dem alleinerziehenden kauzig-skurrilen Nachtwächter und ehemaligen Fotografen Erwin auf.
Schon optisch unterscheiden sich beide: Tim, ein Sonnyboy mit Popperfrisur und Lacoste-Klamotten. Ronnie, ein Bluesertyp mit langen Haaren, der eine Rockband leitet.
Während eines Schulausflugs im April 1985 in die DDR trifft Tim unerwartet auf seinen Zwillingsbruder Ronnie, der genau wie er bisher nichts von der Existenz eines Bruders wusste. Da sich Tim nicht freiwillig auf einen Tausch der Rollen einlässt, schlägt ihn Ronnie mit einer Flasche bewusstlos und schlüpft in die Rolle seines reichen Zwillingsbruders. Als Tim in der Poliklinik wieder zu Bewusstsein kommt, ist es zu spät, der Bus fährt mit seinem Zwillingsbruder zurück nach Bremen. In Kleinruppin glaubt ihm niemand, und seine ständigen Behauptungen, er komme aus Westdeutschland, führen erst einmal zur Festnahme durch die Volkspolizei. Nur durch Beziehungen seines neuen Ziehvaters und Bestechung eines Volkspolizisten mit Bananen kann er einer Verhaftung entgehen und kommt frei. Allerdings hat jetzt die Stasi ein Auge auf ihn geworfen. Doch Erwin, gewitzt und im Umgang mit der Stasi erfahren, schlägt sie mit ihren eigenen Waffen.
Nach einem gescheiterten Fluchtversuch arrangiert sich Tim mit seiner Situation, zumal er die hübsche und schlagfertige Krankenschwester Jana kennengelernt hat und sich in sie verliebt. Mit der Zeit gewöhnt sich Tim auch an das Leben in der DDR: FKK am Badesee, die Rockband im Keller des volkseigenen Betriebes, Ausflüge mit der Schwalbe, der Zusammenhalt der Kollegen von der Arbeit und sein neuer Ziehvater Erwin, der ihn wie seinen eigenen Sohn liebt, obwohl er als einziger längst weiß, dass er in Wirklichkeit Tim und nicht Ronnie ist.
Obwohl Tim in Kleinruppin auf den gewohnten luxuriösen Lebensstandard verzichten muss, spürt er ein zuvor noch nicht gekanntes Glück.
Als sich für Tim die Gelegenheit bietet, mit dem Kleinruppiner Schwimmteam zu einem Wettkampf nach Bremen zu fahren, denkt er nur noch an die Flucht aus der DDR. Doch beim Abschied von Jana merkt er, dass er in ihr die Liebe seines Lebens gefunden hat. Tim steht vor einer schwierigen Entscheidung: im Westen bleiben oder zurück zu Jana fahren? Er entscheidet sich für den zweiten Weg, so kann das Happy End bei einem Konzert seiner Rockband in den Armen von Jana stattfinden.

## Hintergrund

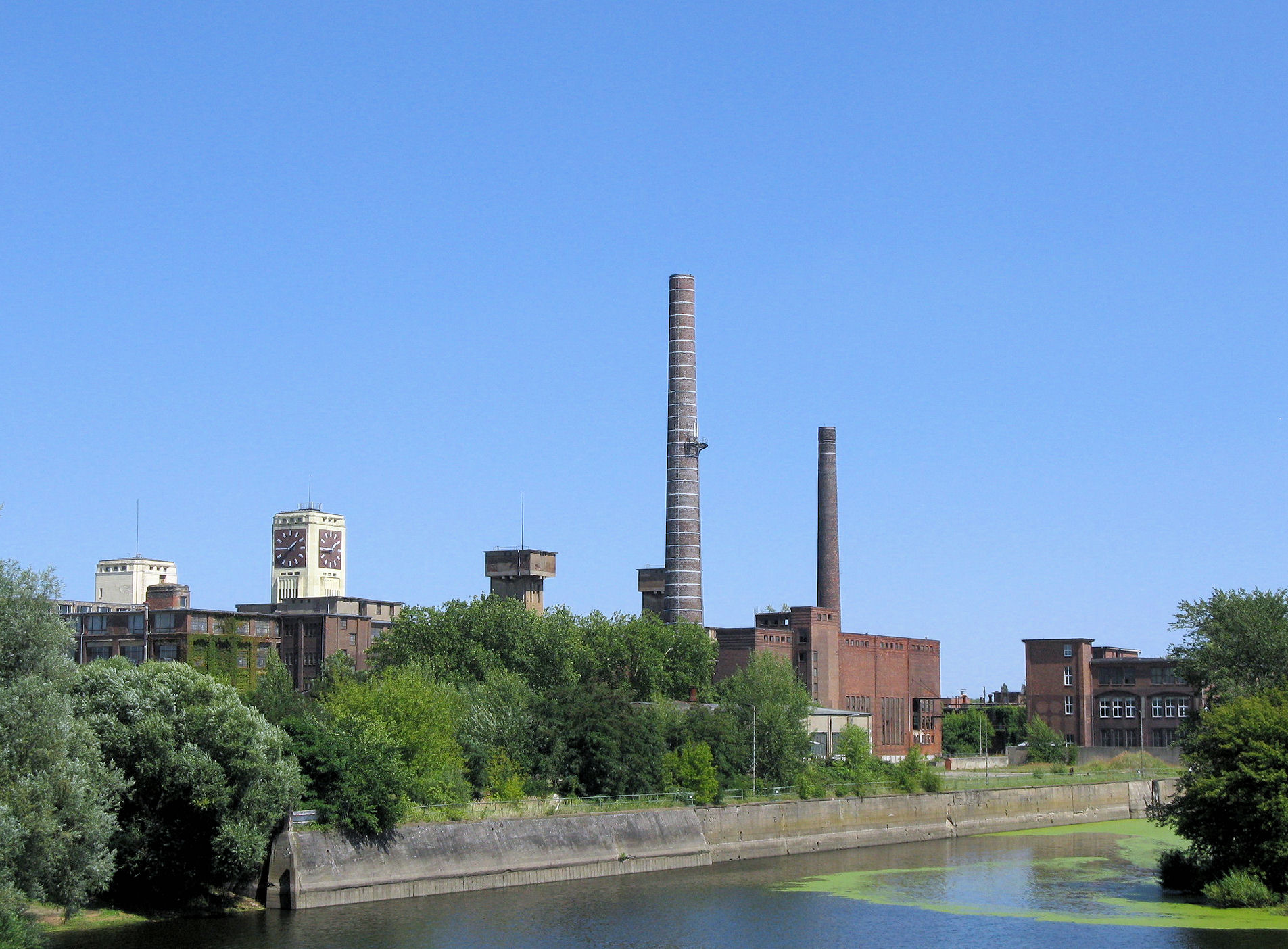
Betriebsgelände des ehemaligen Nähmaschinenwerks in Wittenberge

Viele der Filmszenen wurden in Wittenberge gedreht. Das Fabrikgebäude, in dem Tim arbeitet, war zu Zeiten der DDR das Gelände der ehemaligen Singer-Fabrik, in der Nähmaschinen hergestellt wurden. (In der DDR waren sie unter dem Namen Veritas bekannt.) Das farblose und marode Gebäude steht sinnbildlich für den Verfall der Bausubstanz in der DDR, den die DDR-Bürger selbst ironisch mit „Ruinen schaffen, ohne Waffen“ charakterisierten. Auch die Plattenbausiedlung, in der Jana wohnt, versinnbildlicht dieselbe Trostlosigkeit. In der Wirklichkeit stand die Siedlung (Wittenberge Nord genannt) aber kurz vor dem Abriss, der wegen der Dreharbeiten nur verschoben wurde.
Andere Drehorte mussten nachgebaut werden. Dazu gehören der Busbahnhof, an dem Tim und Jana sich kennenlernen, eine 1. Mai-Tribüne und die Werkskantine. Drehorte waren der alte „Packhof“, die Bahnstraße, Wittenberge Nord, das Nähmaschinenwerk und die alte „Ölmühle“ auch Märkische Ölwerke genannt.
Einen Ort Kleinruppin gibt es nicht. Die Wortschöpfung basiert auf verschiedenen Orten in Brandenburg, welche mit dem Namen Ruppin für die märkische Umgebung stehen sollen. Die Szenen des Films, die in Bremen spielen, wurden tatsächlich in dieser Stadt gedreht.

## Filmmusik
Der durch die La-Boum-Filme in den 1980er Jahren populäre Hit Reality von Richard Sanderson wurde durch die schwedische Band Eskobar neu vertont und ist exklusiv auf dem Soundtrack des Films erschienen. Der Hit Reality war in der DDR ebenfalls sehr populär und wird im Film u. a. von Tims Band in der Version von Eskobar gespielt. In einer Szene wird während der Bandprobe der Songtitel Forever young von Alphaville gespielt. In einer Disko-Szene unterläuft dem Film ein chronologischer Fehler. Obwohl die Handlung im Jahr 1985 spielt, ist im Hintergrund das Stück Showing Out (Get Fresh at the Weekend) des britisch-jamaikanischen Popduos Mel & Kim zu hören, das erst im Herbst 1986 veröffentlicht worden ist.

## Trivia
- Auf dem Bus, mit dem die Schulklasse in die DDR fährt, steht die Adresse des Busunternehmens mit einer 5-stelligen Postleitzahl. Im Spieljahr 1985 waren die Postleitzahlen jedoch 4-stellig.

## Kritiken
- Mit charmanten Jung-Darstellern und beherztem Witz gelang dem Regie-Newcomer Carsten Fiebeler eine wahrhaft märchenhafte Romanze. – Spiegel Online
- Ein echter „2 in 1“-Film für alle die sowohl der Ostalgie als auch den „Zurück in die 80er“-Trend erlegen sind. – Hamburger Morgenpost
- Wo „Good Bye, Lenin!“ gescheit, charmant und gefühlvoll war, wirkt „Kleinruppin Forever“ nur platt und unglaubwürdig. – Cinema
- Dieser Film setzt nicht auf überdrehten Klamauk, sondern auf Charme und Herz. Die Skurrilität eines Werkes wie „Sonnenallee“, das Lacher um jeden Preis wollte und deshalb eine wirklichkeitsfremde Idee vom Leben in einem eingemauerten Staat konstruierte, wird kaum bedient. Regisseur Carsten Fiebeler, selbst im Sozialismus aufgewachsen, bleibt bei der Wahrheit und betrachtet mit einem Schmunzeln die eigene Vergangenheit. – Die Welt
- In diesem Film steckt die Nostalgie in der Parodie. Nicht nach den sozialpolitischen Verhältnissen der DDR, wohl aber nach einem Jugend- und Liebesleben ohne Berechnung und Karrieregedanken sehnt sich „Kleinruppin forever“. – FAZ
- Zwar könnte man anführen, dass „Kleinruppin Forever“ in besonders fahrlässiger Weise mit handelsüblichen Klischees jongliert, doch tatsächlich wurden sie entstaubt, poliert und wie Pokale zur Bewunderung ausgestellt. – taz